# سوچی گومز
سوچی گومز (انگلیسی: Xochitl Gomez؛ تلفظ: ‎/ˈsoʊtʃi/‎ SOH-chee؛ زادهٔ ۲۹ آوریل ۲۰۰۶) بازیگر آمریکایی است. او بیشتر به خاطر ایفای نقش داون شفر در فصل ۱ سریال نتفلیکس باشگاه پرستاران کودک شناخته شده است. در اکتبر ۲۰۲۰، گومز برای ایفای نقش آمریکا چاوز در فیلم دکتر استرنج در مولتی‌ورس جنون (۲۰۲۲) از دنیای سینمایی مارول انتخاب شد.

## اوایل زندگی
گومز در لس آنجلس، کالیفرنیا از والدینی مکزیکی‌تبار متولد شد.

## حرفه
گومز بازیگری را در سن ۵ سالگی در موزیکال‌های محلی آغاز کرد. گومز قبل از حضور در باشگاه پرستاران کودک، در مجموعه‌های تلویزیونی خانه ریون، جن زده هم نقش‌هایی داشت. در سال ۲۰۲۰، گومز برنده جایزه هنرمند جوان برای حمایت از جایزه هنرمند جوان برای کارش در فیلم ۲۰۱۹، گرگ‌های سایه، شد. در مارس ۲۰۲۱، نتفلیکس نقش داون شفر را در فصل ۲ باشگاه پرستاران کودک به دلیل اختلافات برنامه‌ریزی با گومز برای فیلمبرداری دکتر استرنج در مولتی‌ورس جنون بازگردانی کرد.

## زندگی شخصی
گومز در حمایت از جنبش جان سیاه‌پوستان مهم است و در راه‌پیمایی ۲۰۱۷ زنان راهپیمایی کرد.

## فیلم‌شناسی

### فیلم
| سال  | عنوان                        | نقش         | یادداشت |
| ---- | ---------------------------- | ----------- | ------- |
| ۲۰۱۹ | گرگ‌های سایه                  | چاکی        |         |
| ۲۰۲۲ | دکتر استرنج در مولتی‌ورس جنون | آمریکا چاوز |         |

### تلویزیون
| سال  | عنوان                | نقش               | یادداشت                                            |
| ---- | -------------------- | ----------------- | -------------------------------------------------- |
| ۲۰۱۸ | خانه ریون            | روزنامه‌نگار مدرسه | قسمت‌ها: "برندگان و بازنده ها"، "خانه ریون: ریمیکس" |
| ۲۰۱۹ | تو بدترینی           | بچه اکلیپس        | قسمت: "ستون‌های آفرینش"                             |
| ۲۰۲۰ | جن زده               | آنا جوان          | قسمت: "عشق قهوه ای"                                |
| ۲۰۲۰ | باشگاه پرستاران کودک | دان شفر           | نقش اصلی (فصل ۱)، ۷ قسمت                           |

## جوایز و نامزدها
| سال  | جایزه             | دسته‌بندی               | کار کنید      | نتیجه | مرجع. |
| ---- | ----------------- | ---------------------- | ------------- | ----- | ----- |
| ۲۰۲۰ | جایزه هنرمند جوان | حمایت از هنرمند نوجوان | "گرگ‌های سایه" | برنده | [ ۹ ] |

## پیوندبه بیرون
- سوچی گومز در بانک اطلاعات اینترنتی فیلم‌ها (IMDb)
- سوچی گومز در اینستاگرام